# Мюррей, Освин
Освин Мюррей (англ. Oswyn Murray; род. 1937, Суррей) — британский филолог-классик и историк, антиковед. Ученик Арнальдо Момильяно. Доктор философии, профессор.
Член Общества антикваров Лондона и иностранный член Королевской датской академии наук.
Потомок (правнук) шотландского лексикографа Джеймса Мюррея, сын государственного служащего Малкольма Патрика Мюррея. 
Окончил с отличием по классике оксфордский Эксетер-колледж (1961). Докторская диссертация — по эллинизму.
В 1968—2004 гг. член оксфордского Баллиол-колледжа (эмерит).
С 2004 года на пенсии.
Автор Early Greece и редактор The Oxford History of the Classical World.
Женат второй раз, супруга Пенелопа Мюррей занимается античностью, в частности античной поэзией. Пятеро детей: Джеймс А. Х. Мюррей (род. в 1961 году), гляциолог Тави Мюррей (род. в 1965 году), Александр Эдмунд Мюррей (род. в 1976 году), Малкольм Патрик Мюррей (род. в 1980 году) и Розамунд Джин Мюррей (род. в 1982 году). 